# Marco Borgnino
Marco Borgnino (Rafaela, Provincia de Santa Fe, Argentina; 25 de octubre de 1997) es un futbolista argentino. Juega como mediocampista por izquierda y su primer equipo fue Atlético Rafaela. Actualmente milita en Alvarado de Mar del Plata de la Primera Nacional.

## Trayectoria
Se inició futbolísticamente en Atlético Rafaela, comenzando desde las infantiles del club para luego pasar por todas las divisiones inferiores hasta llegar a formar parte del plantel profesional. Su debut con la camiseta de la Crema se produjo el 2 de junio de 2016: ese día, fue titular en el empate 2-2 y posterior victoria 3-2 en la definición por penales frente a Ferro por Copa Argentina.
Jugó también en Estudiantes de La Plata, Nacional de Portugal, Unión de Santa Fe, Farul Constanța de Rumania y Cobreloa de Chile.

## Estadísticas
- Actualizado al 10 de agosto de 2025

### Clubes
| Club                       | Div.                | Temporada           | Liga | Liga | Copa Nacional | Copa Nacional | Copa Internacional | Copa Internacional | Total | Total |
| Club                       | Div.                | Temporada           | PJ   | G    | PJ            | G             | PJ                 | G                  | PJ    | G     |
| -------------------------- | ------------------- | ------------------- | ---- | ---- | ------------- | ------------- | ------------------ | ------------------ | ----- | ----- |
| Atlético Rafaela Argentina | 1.ª                 | 2016/17             | 16   | 3    | 2             | 0             | -                  | -                  | 18    | 3     |
| Atlético Rafaela Argentina | 2.ª                 | 2018/19             | 15   | 7    | 1             | 1             | -                  | -                  | 16    | 8     |
| Atlético Rafaela Argentina | 2.ª                 | 2022                | 31   | 2    | -             | -             | -                  | -                  | 31    | 2     |
| Atlético Rafaela Argentina | 2.ª                 | 2023                | 1    | 0    | -             | -             | -                  | -                  | 1     | 0     |
| Atlético Rafaela Argentina | Total               | Total               | 63   | 12   | 3             | 1             | -                  | -                  | 66    | 13    |
| Estudiantes (LP) Argentina | 1.ª                 | 2017/18             | 8    | 0    | 0             | 0             | -                  | -                  | 8     | 0     |
| Estudiantes (LP) Argentina | Total               | Total               | 8    | 0    | 0             | 0             | -                  | -                  | 8     | 0     |
| Nacional Portugal          | 2.ª                 | 2019/20             | 5    | 1    | -             | -             | -                  | -                  | 5     | 1     |
| Nacional Portugal          | Total               | Total               | 5    | 1    | -             | -             | -                  | -                  | 5     | 1     |
| Unión Argentina            | 1.ª                 | 2020                | -    | -    | 0             | 0             | 0                  | 0                  | 0     | 0     |
| Unión Argentina            | 1.ª                 | 2021                | 7    | 0    | 8             | 1             | -                  | -                  | 15    | 1     |
| Unión Argentina            | Total               | Total               | 7    | 0    | 8             | 1             | 0                  | 0                  | 15    | 1     |
| Farul Constanța · Rumania  | 1.ª                 | 2023/24             | 8    | 0    | 3             | 0             | 2                  | 0                  | 13    | 0     |
| Farul Constanța · Rumania  | Total               | Total               | 8    | 0    | 3             | 0             | 2                  | 0                  | 13    | 0     |
| Cobreloa · Chile           | 1.ª                 | 2024                | 20   | 3    | 0             | 0             | -                  | -                  | 20    | 3     |
| Cobreloa · Chile           | Total               | Total               | 20   | 3    | 0             | 0             | -                  | -                  | 20    | 3     |
| Alvarado Argentina         | 2.ª                 | 2025                | 17   | 0    | -             | -             | -                  | -                  | 17    | 0     |
| Alvarado Argentina         | Total               | Total               | 17   | 0    | -             | -             | -                  | -                  | 17    | 0     |
| Total en su carrera        | Total en su carrera | Total en su carrera | 128  | 16   | 14            | 2             | 2                  | 0                  | 144   | 18    |

## Palmarés
| Título                  | Club     | País     | Año  |
| ----------------------- | -------- | -------- | ---- |
| Ascenso a Primeira Liga | Nacional | Portugal | 2020 |